# Карліне Боу
Карліне Боу  (нід. Carline Bouw, 14 грудня 1984) — нідерландська веслувальниця, олімпійська медалістка.

## Виступи на Олімпіадах
| Олімпіада           | Дисципліна                     | Місце |
| ------------------- | ------------------------------ | ----- |
| Лондон 2012         | вісімка розстібна зі стерновим | 3     |
| Ріо-де-Жанейро 2016 | четвірка парна                 | 2     |

## Зовнішні посилання
- Досьє на sport.references.com [Архівовано 17 грудня 2012 у Wayback Machine.]

1. ↑  Carline Bouw